# O. Lendl

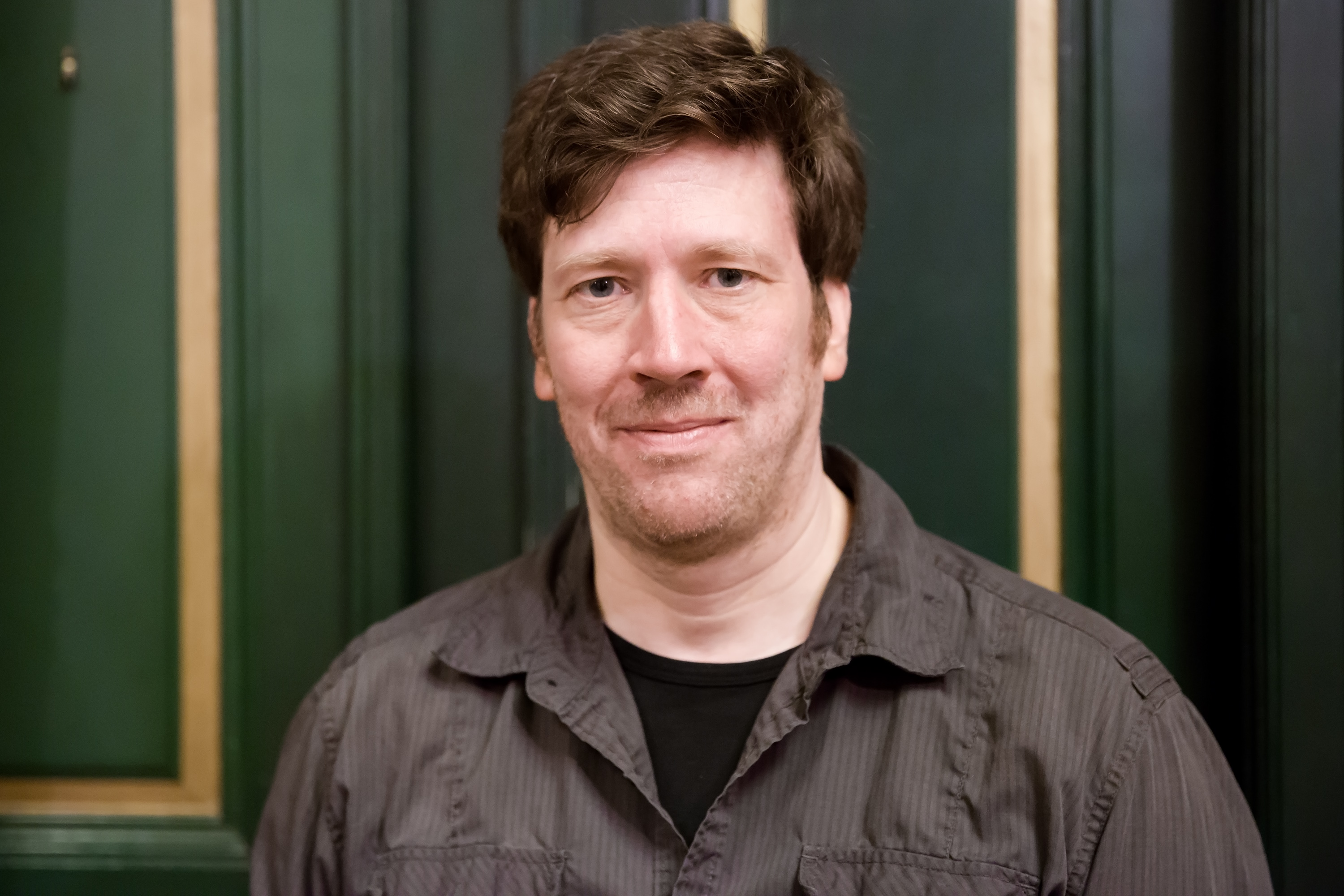
O. Lendl (2015)

O. Lendl, vollständig Olivier Lendl, (* 13. September 1968 in Wien) ist ein österreichischer Kabarettist.

## Leben
Nach der Matura 1986 besuchte Lendl die Schauspielschule Krauss, die er 1989 abschloss und als „staatlich geprüfter Schauspieler“ verließ. Es folgen diverse Theaterengagements: (Josefstadt „Frühlingserwachen“), in der Freie Szene in Wien, St. Pölten und Innsbruck, Festwochenproduktionen („Die Räuber“, „Alma Mahler Windsbraut“), Kindertheater („Herr Reitzeise macht eine Zeitreise“) und TV-Auftritte („Heldenfrühling“). Ab 1995 beginnt seine Kleinkunstkarriere. Er betätigt sich auch als Regisseur u. a. für Wolfgang Feistritzer.
2013 war er im Rahmen der Hyundai Kabarett-Tage im ORF zu sehen.

## Programme

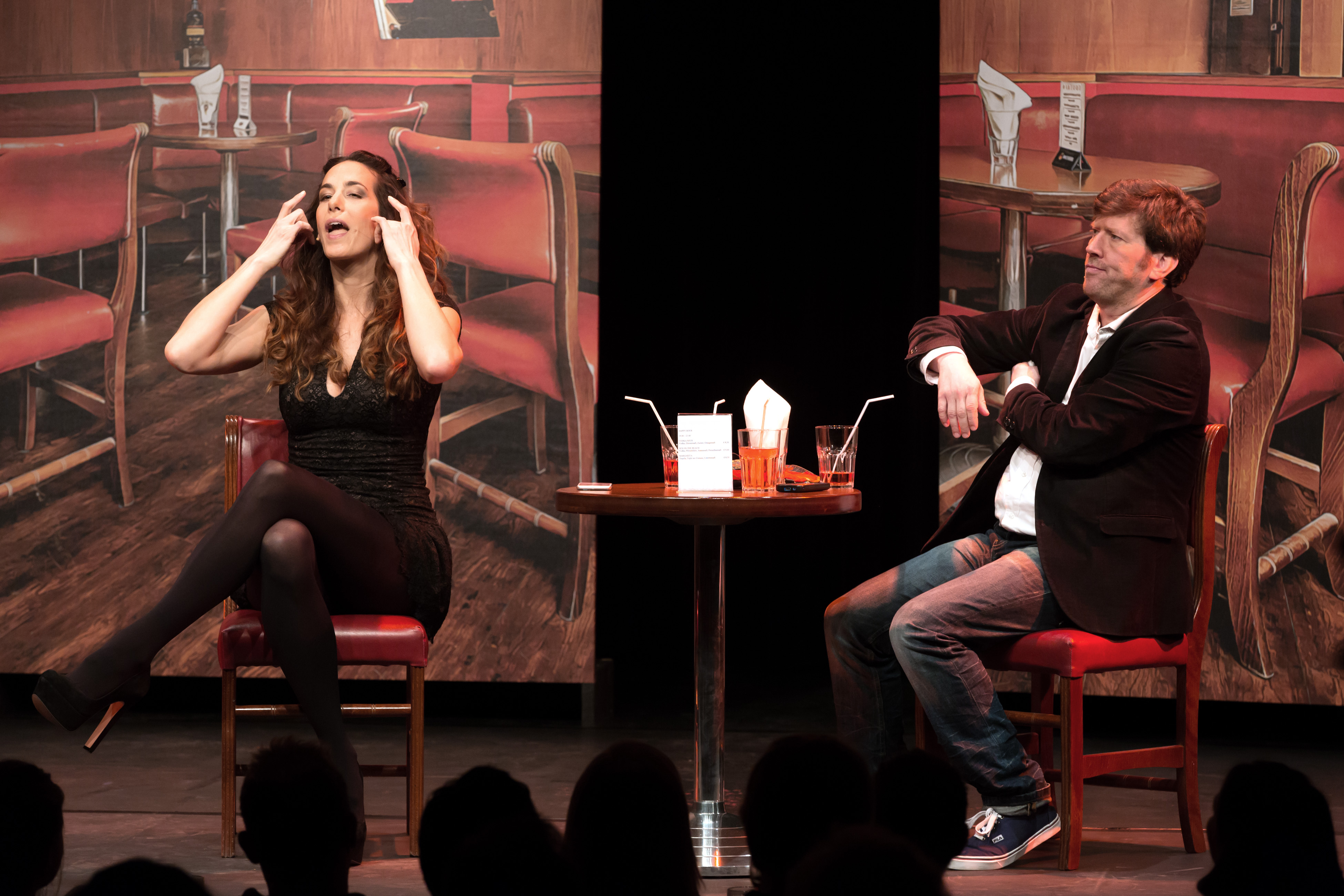
„Match Me If You Can“ mit Nina Hartmann (2015)

- 1995: „Endlich O. Lendl“ – erstes Solo-Programm, 1995, Aera, Wien
- 1997: „O. Lendl 2 - geschüttelt und gebeutelt“ – zweites Solo-Programm, Premiere Juni 1997, Theater am Alsergrund, Wien
- 1998 „Space Comedy“ – Gemeinschaftsprogramm mit Bolzano & Maleh, Frühjahr 1998, Aera, Wien
- 1998: „O. Lendl 3“ – drittes Solo-Programm, Premiere November 1998, Kulisse, Wien
- 2000: „Lange Nacht des Kabarett“ – im Kabarett Niedermair & Tournee 2000
- 2000: „Der Horror aus der Minibar“ – viertes Solo-Programm, Premiere Oktober 2000, Kabarett Niedermair, Wien
- 2002: „Lendl, Lust und Leidenschaft“ – fünftes Solo-Programm, Premiere: Oktober 2002, Kabarett Niedermair, Wien
- 2004: „O. Lendl 6 - Switch'“ – sechstes Solo-Programm, Premiere: Jänner 2004, Kabarett Niedermair, Wien
- 2005: „Verlierer sind sexy“ – siebtes Solo-Programm, Premiere: Oktober 2005, Kabarett Niedermair, Wien
- 2006: „Winnetou“ – Karl May Lesung mit I. Stangl und Mike Supancic, Frühjahr 2006, Kulisse, Wien; „Muttertagsspecial“ – Gemeinschaftsprogramm mit Thomas Stipsits
- 2008: „Volle Mutti“ – Theaterstück von Leo Lukas mit Roman Gregory und Irene S., Premiere: März 2008, Tirol
- 2007: „Auf gute Nachbarschaft“ – achtes Solo-Programm, Premiere: Februar 2007, Kabarett Niedermair, Wien
- 2008: „Geld macht glücklich“ – neuntes Solo-Programm, Premiere: Oktober 2008, Kabarett Niedermair, Wien
- 2009: „Männerhort“ – Theaterstück von Kristof Magnusson mit Pepi Hopf, Klaus Eckel und Thomas  Stipsits, Premiere: Okt. 2009, Theater Akzent, Wien
- 2011: „Die Show der 1000 Wunder“ – zehntes Solo-Programm
- 2015: „Match Me If You Can“ – Theaterstück mit Nina Hartmann, Premiere: April 2015, Metropol

## Auszeichnungen
- 1996: Goldener Kleinkunstnagel (Wien)
- 1999: St. Ingberter Pfanne (Saarland)